# Sztolnia Królowa Luiza
Sztolnia Królowa Luiza (dawniej: Skansen Górniczy Królowa Luiza) – wchodzi w skład Muzeum Górnictwa Węglowego w Zabrzu jako Kompleks Sztolnia Królowa Luiza. Kompleks posiada trzy lokalizacje w Zabrzu: przy ul. Wolności 408-410 (łaźnia łańcuszkowa), ul. Maurycego Mochnackiego 12 (dawn. Sienkiewicza 43) oraz przy ul. Karola Miarki 8 (wylot Głównej Kluczowej Sztolni Dziedzicznej).
Kompleks Sztolnia Królowa Luiza – to niemal 5 km nieczynnych podziemnych wyrobisk, który wraz z Kompleksem Kopalnia Guido (5,5km) wchodzą w skład Muzeum Górnictwa Węglowego w Zabrzu. Sztolnia Królowa Luiza to połączenie dwóch górniczych, historycznych obiektów: Głównej Kluczowej Sztolni Dziedzicznej (niem. Hauptschlüssel-Erbstollen) oraz Kopalni Królowa Luiza (niem. Königin Luise Grube). Poza częścią podziemną Kompleks Sztolnia Królowa Luiza posiada również zabudowania powierzchniowe takie jak m.in.: budynek maszyny wyciągowej z działającą maszyną parową, zabytkowa łaźnia łańcuszkowa, budynek zmiękczalni wody, akumulatorowni, stacji sprężarek i rozdzielni 6kv, szyb Carnall z wieżą szybową, na której szczycie znajduje się platforma widokowa.
Obiekty te zostały poddane pracom górniczym oraz rewitalizacyjnym. Kompleks oddawany był do użytku turystom w trzech etapach: pierwsze zrewitalizowane wyrobiska turyści mogli zwiedzać już w czerwcu 2016 roku. Ponad rok później (wrzesień 2017) przygotowany i zabezpieczony został kolejny odcinek Sztolni. 14 września 2018 roku ostatni fragment Sztolni, w tym najdłuższy podziemny spływ łodziami w Polsce, doczekał się pierwszych turystów.

## Historia Kopalni Królowa Luiza
Pod koniec XVIII wieku na ziemię górnośląską został sprowadzony z Brabantu inżynier górniczy Salomon Isaac. Na polecenie ówczesnego dyrektora Wyższego Urzędu Górniczego Fryderyka Wilhelma von Redena, prowadził badania geologiczne na terenie dzisiejszego Zabrza i Chorzowa. W 1790 roku odkrył pokłady węgla w dolinie rzeki Czarniawki (dzisiaj Zabrze) oraz we wsi Łagiewniki. Dzięki nowo odkrytym złożom, postanowiono zbudować na terenie dzisiejszego Zabrza jedną z pierwszych państwowych kopalń węglowych na Górnym Śląsku. Rozpoczęcie prac związanych z pozyskaniem czarnego złota rozpoczęły się już w 1791 roku – wówczas nadano jej nazwę „Królewska”. Dopiero w 1811 roku otrzymała nazwę „Königin Luise Grube” („Królowa Luiza”), na pamiątkę zmarłej rok wcześniej żony króla Fryderyka Wilhelma III.
Pierwsze lata działalności kopalni to próby radzenia sobie z napływem wody do wyrobisk, która utrudniała lub wręcz uniemożliwiała pracę górnikom. Początkowo wydawano na powierzchnię wodę wiadrami czy wspomagano się kieratami konnymi. Nie wystarczająca była również sprowadzona z Tarnowskich Gór maszyna parowa, która napędzała pompy odwadniające. Utrzymanie tej „maszyny ogniowej” w ruchu było bardzo kosztowne, stąd władze górnicze poszukiwały nowych rozwiązań.
Fryderyk Wilhelm von Reden zarządził zaprojektowanie sztolni odwadniającej, która przy okazji miała odwadniać również drugą państwową kopalnię węglową „Prinz Karl von Hessen” (Königliche Kohlenzeche, od 1800 roku Königsgrube) koło Łagiewnik, a po drodze zbierać wodę z kopalń gwareckich (prywatnych). Projekt Głównej Kluczowej Sztolni Dziedzicznej (niem. Hauptschlüsselerbstollen) zakładał, że sztolnia będzie sięgać aż do Mysłowic do dzisiejszej dzielnicy Słupna. Udało się jednak zrealizować połączenie z Chorzowem, całkowita długość wyrobiska wynosiła 14 250 m.
Kopalnia Królowa Luiza stała się jedną z największych i najnowocześniejszych kopalń w historii śląskiego górnictwa węglowego. Pierwszymi odbiorcami zabrzańskiego węgla była kopalnia srebra w Tarnowskich Górach i Królewska Odlewnia Żeliwa w Gliwicach – również zakłady państwowe królestwa Prus. Kopalnia od momentu powstania w 1791 roku rozwijała się w szybkim tempie, już w 1816 pozyskując łącznie 25% całego wydobycia węgla na Górnym Śląsku. W 1842 r. po oddaniu do użytku pierwszego głębinowego szybu – „Dechen” rozpoczęto eksploatację pokładów węgla zalegających poniżej poziomu Głównej Kluczowej Sztolni Dziedzicznej. W 1846 r. kopalnia otrzymała jedną z pierwszych na Górnym Śląsku bocznic kolejowych, co umożliwiło transport węgla do odległych odbiorców. W latach 50. XIX w. powstały szyby: „Carnall” (po 1945 roku Zabrze II), „Prinz Schönaich” i „Krug”, stanowiące później Pole Zachodnie kopalni. W latach 1869–1890 zgłębiono szyby „Poremba” I-IV, tworzące Pole Wschodnie zakładu. W 1898 roku „Królowa Luiza” osiągnęła astronomiczne i niepobite przez wiele lat wydobycie na poziomie aż 3,3 miliona ton węgla, zatrudniając 8,5 tysiąca górników. Była wtedy podzielona na trzy pola wydobywcze: Zachodnie, Wschodnie i Południowe (przyp. red. Kopalnia Guido weszła w skład struktury Kopalni Królowa Luiza w 1885 roku). W 1887 roku Kopalnia Królowa Luiza zakupiła kopalnię Gewalt. W 1929 r. przedsiębiorstwo zostało podzielone na dwie samodzielne kopalnie – „Królowa Luiza Zachód” i „Królowa Luiza Wschód” dostarczające razem 2,6 mln t węgla.
„Po II Wojnie Światowej kopalnie „Królowa Luiza Zachód” i „Królowa Luiza Wschód” otrzymały nazwy „Zabrze-Zachód” i „Zabrze-Wschód”. W kwietniu 1957 r. obydwie kopalnie połączono w jeden zakład KWK „Zabrze”, który pozostawał w górniczej awangardzie wzorem swojej poprzedniczki. Sukcesywnie likwidowano wydobycie węgla na polu „Zachodnim”, a większość inwestycji skoncentrowano na polu „Wschodnim” zakładu, gdzie powstał głęboki na 833 m szyb „Poremba V”. Kopalnia dostarczała w tym czasie średnio 2,5 mln ton węgla rocznie. W 1962 r., dzięki zastosowaniu nowoczesnego kombajnu ścianowego i opracowaniu szczególnej organizacji pracy, osiągnięto rekordowe dobowe wydobycie. Ten sposób wydobycia otrzymał w polskim górnictwie nazwę „ściany Zabrze”, a system organizacji pracy nazwano „systemem Zabrze”. O znaczeniu kopalni świadczył również fakt nadania nazwy „Kopalnia Zabrze” jednemu ze statków Polskiej Żeglugi Morskiej, pływającemu w latach 1959–1975.
W styczniu 1976 r. połączono kopalnie „Zabrze” i „Bielszowice” w jedno przedsiębiorstwo górnicze, które otrzymało nazwę KWK „Zabrze”. Połączone zakłady zatrudniały 10 tys. pracowników i wydobywały 6 mln ton węgla. Nowa nazwa kopalni (KWK „Zabrze”) została już w 1983 r. zmieniona na KWK „Zabrze-Bielszowice”. W rekordowym, 1987 roku kopalnia „Zabrze-Bielszowice” zatrudniała łącznie prawie 12 tysięcy osób i wydobywała 5 mln ton węgla. Należała wówczas do największych kopalni pracujących w polskim górnictwie węglowym. W 1998 r., po 207 latach działalności, kopalnia „Zabrze” zaprzestała wydobycia węgla.
W międzyczasie, w historii dawnej „Królowej Luizy” miały miejsce zdarzenia, które rozpoczęły nowy, turystyczny rozdział w dziejach kopalni. Pierwsza podziemna trasa turystyczna górnictwa węgla kamiennego w Polsce została utworzona właśnie na Polu Zachodnim kopalni „Zabrze”. Miała spełniać rolę propagandową i zachęcać młodych ludzi do podjęcia pracy w górnictwie.
Otwarcie trasy nastąpiło w czerwcu 1965 roku. Podziemną atrakcję nazywano „czarną Wieliczką”, jednak oficjalną nazwą był „Ośrodek Propagandy Górnictwa”. W ten sposób w Zabrzu powstał jeden z pierwszych w Europie ośrodków, w którym udostępniono do zwiedzania pracującą kopalnię węgla. Trasa, w ramach której pokazywano m.in. zmechanizowaną ścianę wydobywczą, położona była na poziomie 503 m, dokąd zwiedzający byli opuszczani szolą górniczą w szybie „Carnall”. Trasą zarządzał Międzyzakładowy Górniczy Oddział Polskiego Towarzystwa Turystyczno–Krajoznawczego (MGO PTTK) przy Zabrzańskim Zjednoczeniu Przemysłu Węglowego w Zabrzu i dlatego popularnie nazywano ją ścianą propagandową górnictwa lub ścianą PTTK. Co roku odwiedzało ją ponad 10 tys. zwiedzających. Z powodu problemów z utrzymaniem sieci podziemnych wyrobisk kopalnia zaprzestała działalności turystycznej w 1979 r.”
Gdy po 207 latach eksploatowane złoża węgla wyczerpały się, kopalnia została zamknięta. W ciągu tych ponad 200 lat swojego istnienia kopalnia zawsze była przodującym zakładem, wprowadzającym i testującym nowoczesne jak na swoje czasy rozwiązania techniczne.

## Historia Głównej Kluczowej Sztolni Dziedzicznej
Pierwsze lata działalności powstałej w 1791 roku Kopalni Królowa Luiza to przede wszystkim ciągła walka z wodą, która wdzierała się do drążonych wyrobisk pod ziemią. Wodę próbowano wyciągać wiadrami, kieratami konnymi, a nawet pozyskano z Tarnowskich Gór maszynę parową, która miała za zadanie wprowadzać w ruch pompę odwadniającą. Okazało się jednak, że ostatnia z wymienionych metod była bardzo droga. Dyrektor ówczesnego Wyższego Urzędu Górniczego Fryderyk Wilhelm von Reden chciał usprawnić odwadnianie państwowej kopalni, wykorzystując znane już w świecie górniczym metody odwadniania, jakimi były sztolnie. Wraz z Johnem Baildonem zaprojektował Główną Kluczową Sztolnię Dziedziczną (dalej GKSD). Sztolnia miała za zadanie najpierw odwadniać wyrobiska kopalni „Królowa Luiza” (w trakcie projektowania nazywała się „Kopalnią Królewską”). Docelowo projekt budowli hydrotechnicznej zakładał prawie 30 km długości. Sztolnia miała kończyć się w Mysłowicach w okolicach dzisiejszej dzielnicy Słupna. Gdyby plan się powiódł, Sztolnia odwadniałaby kopalnie ze sporej części Górnego Śląska. Ostatecznie w 1863 roku Sztolnia połączyła dwie pruskie, państwowe kopalnie: „Król” w Chorzowie i „Królowa Luiza” w Zabrzu. Ponadto odwadniała również pobliskie kopalnie gwareckie (prywatne). W sumie GKSD liczyła sobie ponad 14 km długości, przebiegała pod dzisiejszymi miastami: Zabrze, Ruda Śląska, Świętochłowice, Chorzów.
Zadaniem GKSD nie było tylko odwadnianie kopalń, ale również na odcinku zabrzańskim Sztolnia miała transportować węgiel za pomocą drewnianych łodzi do Kanału Kłodnickiego, z portem przeładunkowym w Koźlu. Istniała również możliwość transportu węgla Odrą do Szczecina lub Berlina. Mimo możliwości technicznych transportu węgla na spore odległości, głównym rynkiem zbytu węgla z kopalni „Królowa Luiza” była Królewska Odlewnia Żeliwa w Gliwicach.
Drążenie samej Sztolni było procesem mozolnym, niezwykle kosztownym. Wskazuje na to okres budowania GKSD, bo aż 64 lata! Budowa Sztolni rozpoczęła się 23 czerwca 1799 roku w dolinie rzeki Bytomki, czyli w jednym z najniżej położonych punktów w niecce górnośląskiej. Wszystkie prace wykonywane były przez górników ręcznie za pomocą prostych narzędzi takich jak: pyrlik i żelazko czy kilof. Drążenie wyrobisk utrudniała kurzawka, czyli mieszanina wody i bardzo drobnego piasku, która gwałtownie wdzierała się do wyrobisk, co uniemożliwiało pracę górników, a także zagrażało ich bezpieczeństwu. Pracę zakończono dopiero w 1863 roku, kiedy udało się połączyć GKSD z szybem „Krug” kopalni „Król” w Chorzowie.
Sztolnia dość szybko utraciła swoje podstawowe funkcje: odwadnianie kopalń stało się trudniejsze już w latach 30. XIX wieku, z uwagi na wydobycie węgla spod poziomu GKSD. Natomiast funkcja transportowa Sztolni, nie miała racji bytu w momencie wybudowania Drogi Następcy Tronu (Kronprinzenstrasse), tj. dzisiejszej ulicy Wolności, która biegnie z Chorzowa aż do Gliwic. Transport powierzchniowy za pomocą furmanek okazał się dużo bardziej wydajny. Do zaniechania transportu węgla GKSD przyczyniło się wybudowanie linii kolejowej Wrocław – Mysłowice, która w 1845 roku dotarła do Zabrza. Utrzymywanie Sztolni jako kanału odprowadzającego wodę trwało do lat 50. XX wieku, kiedy wylot Sztolni został zlikwidowany, a Sztolnia przez lata wypełniała się mułem i osadem.

## ProcesrewitalizacjiKompleksu Sztolnia Królowa Luiza
Udostępnienie turystom w 2018 roku całości Kompleksu Sztolni to efekt prowadzonych robót górniczych i budowlanych, rozpoczętych w 2009 roku i zakończonych w roku 2018 otwarciem turystycznej trasy wodnej. Głównym celem tego projektu było zachowanie górniczego dziedzictwa regionu poprzez adaptację i rewitalizację kompleksu na potrzeby kulturalne, edukacyjne i turystyczne.
Sam proces rewitalizacji Kompleksu zakładał wykonanie pionierskiego przedsięwzięcia, jakim było dotarcie i udostępnienie historycznych, ponad 200-letnich wyrobisk Głównej Kluczowej Sztolni Dziedzicznej i rewitalizację podziemnych chodników kopalni Królowa Luiza wraz z remontem istniejącego tam wyposażenia i maszyn górniczych. Na ten cel pozyskano środki z bardzo różnorodnych źródeł, m.in. Unii Europejskiej, Narodowego Funduszu Ochrony Środowiska i Gospodarki Wodnej, środków miasta Zabrze i województwa śląskiego.
Wśród kluczowych zadań podczas procesu rewitalizacji było usunięcie zalegającego mułu z wyrobisk Sztolni, zabezpieczenie podziemnych korytarzy oraz wyposażenie pod przyszłą podziemną trasę turystyczną. Dzięki staraniom pozyskano środki na łączną sumę 182 milionów złotych. W sumie w procesie rewitalizacji sztolni wzięło udział ponad 100 firm.
Wlot Głównej Kluczowej Sztolni Dziedzicznej przy ulicy Karola Miarki w Zabrzu został zasypany w roku 1953 i tym samym jej chodnik nie był eksplorowany aż do 1999 roku, kiedy to pierwsza, amatorska grupa zeszła do Sztolni. Bardzo trudno było oszacować ostateczny zakres prac i koszt inwestycji, nie znano bowiem dokładnego stanu Sztolni, w której od prawie 50 lat gromadził się muł. Ponadto wentylacja pod ziemią była bardzo słaba, co dodatkowo utrudniało eksplorację.
Do właściwych prac rewitalizacyjnych przystąpiono 10 lat po pierwszych podziemnych ekspedycjach. Prowadziło je początkowo Miasto Zabrze wraz z Zabytkową Kopalnią Węgla Kamiennego „Guido” (dalej ZKWK Guido). W 2009 roku odkopano (udrożniono) Szyb „Carnall” na głębokość 40 metrów, dawniej był to pierwszy poziom wydobywczy tego szybu. To zadanie miało na celu dotarcie do chodnika sztolniowego, na poziomie którego szyb, jak i sztolnia były ze sobą połączone. Następnie rozpoczęto drążenie również zasypanego Szybu „Wilhelmina” (po 1945 roku „Wyzwolenie”), który połączony był ze Sztolnią poprzez chodnik w pokładzie węgla nr 510. Tym samym odkryto bardzo dobrze zachowane wyrobisko górnicze z XIX wieku wydrążone w całości w węglu.
W kwietniu 2013 roku ZKWK Guido została połączona z Muzeum Górnictwa Węglowego w jedną instytucję, która prowadzona jest do dziś przez Miasto Zabrze i Województwo Śląskie. Od tego momentu obiekty podziemne i naziemne prowadzone są pod sztandarem Muzeum Górnictwa Węglowego w Zabrzu. Szyb „Carnall” został wyposażony w przedział schodowy w 2015 roku, Szyb Wilhelmina – wyposażono w windę transportową.
Po udrożnieniu istotnych dla wentylacji szybów w 2012 roku przystąpiono do pozbycia się mułu ze Sztolni. Ze względu na specyfikę i zabytkowy charakter podziemi, prace prowadzono tu w oparciu o tradycyjne, ręczne techniki. Udrażnianie prowadzono w dwóch kierunkach – od wlotu sztolni przy ul. Miarki oraz od Szybu Carnall w kierunku centrum miasta Zabrze. Do przełomowego spotkania obu firm nastąpiło 21 marca 2014 roku, co zakończyło udrożnianie 2,5 kilometrowego odcinka Głównej Kluczowej Sztolni Dziedzicznej.
Zalegający w sztolni muł skrywał wiele ciekawych eksponatów, które udało się ocalić w trakcie prac rewitalizacyjnych. Na dnie znaleziono narzędzia górnicze z czasów, kiedy Sztolnia była wyrobiskiem czynnym, takie jak: żelazny wagonik na urobek, fragmenty drewnianych koryt, a przede wszystkim dwie łodzie inspekcyjne liczące po sto lat.
Podziemia dawnej Kopalni Królowa Luiza, również przeszły metamorfozę: znajdujące się tam maszyny górnicze przeszły gruntowną renowację, podziemia uzupełniono o elementy multimedialne, które stały się podstawą do stworzenia scenariuszy zajęć edukacyjnych dla wszystkich szczebli edukacyjnych.
Obok prac w podziemiach, rewitalizowano również powierzchnię terenu kompleksu. Rejon Sztolni przy ulicy Karola Miarki został przystosowany do przyjmowania turystów. Wybudowany został od fundamentów budynek, w którym mieści się Budynek Obsługi Ruchu Turystycznego oraz wystawa fotograficzna poświęcona historii rewitalizacji Sztolni. Budowa rozpoczęła się w 2011 roku. Na przełomie 2015 i 2016 wybudowano nieckę basenową wraz z nabrzeżem portowym.
W jeszcze większym stopniu zmienił się krajobraz przy Szybie Wilhelmina (lokalizacja przy ul. Mochnackiego 12). Zrewitalizowano budynek nadszybia i gruntownie przebudowano budynek obsługi turystów. Największą zmianą jest jednak pojawienie się parków tematycznych: Parku 12C i Parku Techniki Wojskowej oraz strefy kopalni zabawkowej dla dzieci pod nazwą „Bajtel Gruba”.
Obiekty przy ulicy Wolności 408-410 to przede wszystkim budynek Łaźni Łańcuszkowej z 1890 roku, który dawniej służył jako zaplecze sanitarne dla pracowników kopalni. Aktualnie odrestaurowany już budynek pełni funkcje obsługi turysty.
Nowe zastosowanie otrzymały też inne budynki po dawnej Kopalni Królowa Luiza, a są to między innymi: rozdzielnia 6 kV mieszcząca stałą wystawę poświęconą elektryfikacji kopalń – „Kopalnia Edisona”, sala sprężarek – wystawa „Niezwykła historia”, poświęcona historii Kopalni „Królowa Luiza” i Głównej Kluczowej Sztolni Dziedzicznej. Kolejnymi zrewitalizowanymi obiektami są: zmiękczalnia wody, która wykorzystywana jest do celów okołoturystycznych oraz akumulatorownia, w której znajduje się wystawa poświęcona historii lamp górniczych.
Ważnym zabytkiem dla Muzeum Górnictwa Węglowego w Zabrzu jest działająca maszyna parowa z 1915 roku, która znajduje się w budynku maszynowni szybu Carnall. Maszyna została wyprodukowana w hucie Prinz Rudolf w Dülmen w Niemczech, posiada moc 2 tys. koni mechanicznych, która pozwalała opuszczać windy z prędkością 10 m/s. Sama wieża szybu Carnall mierzy 25 metrów wysokości. Maszyna obsługiwała szyb Carnall do 1990 roku.

### Nagroda Dziedzictwa Europejskiego/Nagroda Europa Nostra 2019
Proces rewitalizacji Sztolni został dostrzeżony nie tylko w kraju, ale również poza jego granicami. Obok nagród szczebla wojewódzkiego i ogólnopolskiego, proces rewitalizacji został uhonorowany Nagrodą Dziedzictwa Europejskiego/Nagroda Europa Nostra – najbardziej prestiżowym wyróżnieniem w dziedzinie dziedzictwa kulturowego w Europie.
29 października 2019 roku w Paryżu miała miejsce oficjalna ceremonia wręczenia Nagród Dziedzictwa Europejskiego/ Nagród Europa Nostra 2019. Dodatkowo, spośród wszystkich 25 zwycięzców, jury ekspertów i Zarząd organizacji Europa Nostra wybrało 7 laureatów Grand Prix. Sztolnia Królowa Luiza znalazła się również w tym gronie. Zwycięzców ogłosili Plácido Domingo, Prezydent organizacji Europa Nostra i Tibor Navracsics, Komisarz Unii Europejskiej do spraw Edukacji, Kultury, Młodzieży i Sportu. Wyróżnienie przyznane za rewitalizację Sztolni odebrała Pani Prezydent Miasta Zabrze Małgorzata Mańka-Szulik. W ceremonii wręczania nagród uczestniczyło ponad 1000 osób, między innymi wysokiego szczebla przedstawiciele instytucji Unii Europejskiej, państw członkowskich, a także wiodący przedstawiciele organizacji dziedzictwa kulturowego z całej Europy.

## Oferta Kompleksu Sztolnia Królowa Luiza
Dziś Sztolnia Królowa Luiza w Zabrzu to kompleks turystyczny i kulturalny, związany z dziedzictwem górnictwa węgla kamiennego w Polsce.

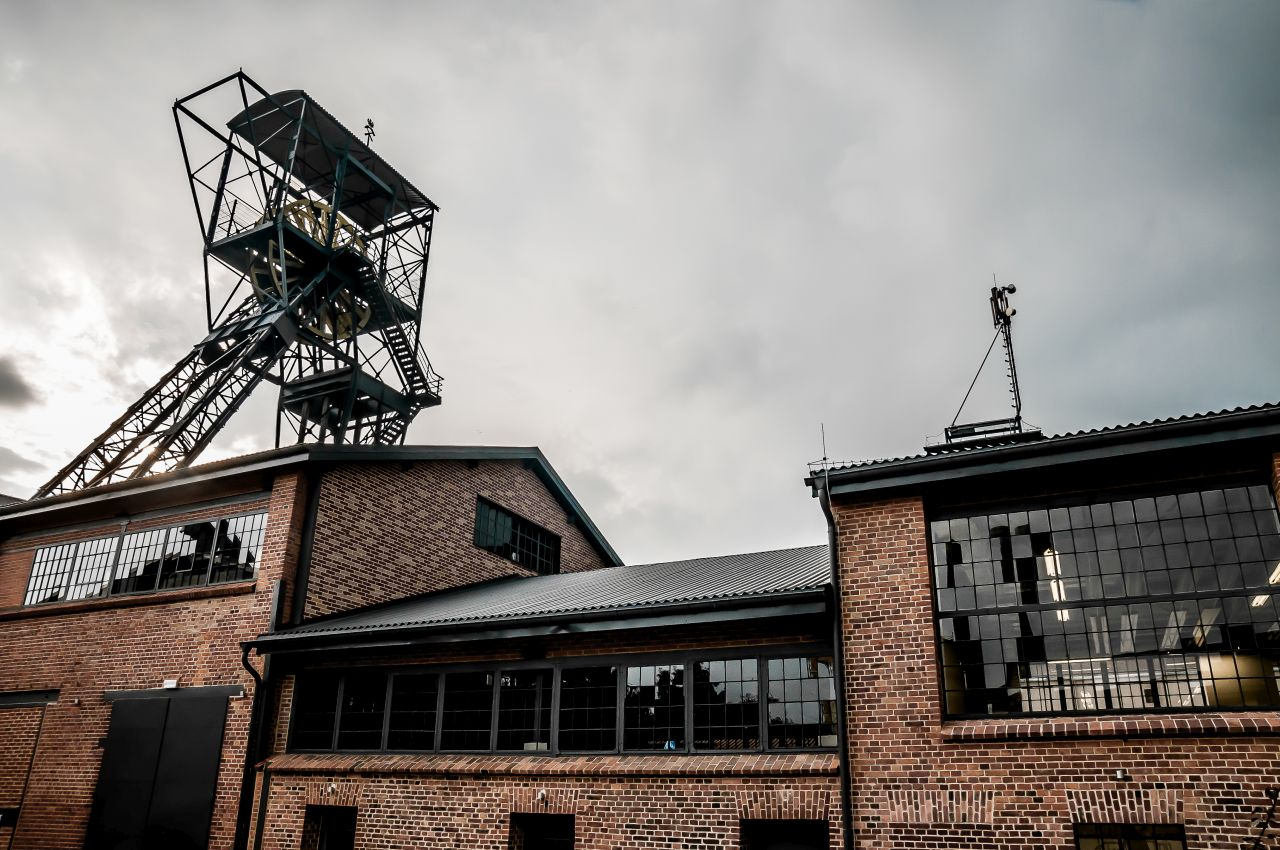
Kompleks Sztolnia Królowa Luiza – cześć naziemna wraz z szybem Carnall, fot. 2015

1. Kompleks Sztolnia Królowa Luiza – część naziemna wokół szybu Wilhelmina (ul. Mochnackiego). Jest to część Muzeum dedykowana przede wszystkim działalności edukacyjnej, a także rekreacji i zabawie dla całych rodzin. Zlokalizowano tu Park 12C wraz z Bajtel Grubą oraz Park Techniki Wojskowej. Park 12C stanowi przestrzeń, w której dzieci i młodzież mogą poznać zagadnienia związane z żywiołami ziemskimi, technikami wydobywania węgla i energią w przyrodzie. Głównym zamysłem Parku jest interakcja, aktywna nauka i zabawa, a także wypoczynek w strefie grillowej. Bajtel Gruba to mini-kopalnia, dedykowana dzieciom, które poprzez zabawę i naukę pracy zespołowej poznają górnictwo podziemne. Park Techniki Wojskowej – to możliwość obserwacji historycznych i współczesnych maszyn wojskowych oraz organizacji zajęć edukacyjnych.
2. Kompleks Sztolnia Królowa Luiza – część naziemna wokół szybu Carnall (ul. Wolności). Niegdyś stanowiący symbol górniczej działalności kopalni – łaźnia łańcuszkowa – dziś pełni funkcje gastronomiczne, ekspozycyjne, wystawiennicze i turystyczne. W otoczeniu szybu Carnall zachował się czytelny układ zabudowań kopalnianych z przeł. XIX i XX w. Wśród największych atrakcji jest zabytkowa maszyna parowa. Zlokalizowano tu również szereg wystaw, w tym:
  - Kopalnia Edisona – Ideą wystawy jest przedstawienie roli i znaczenia energii elektrycznej dla górnictwa węglowego, podkreślenie szybkiego rozwoju górnictwa dzięki zastosowaniu prądu elektrycznego (rozwój urabiania, transportu, łączności) oraz ukazanie muzealiów technicznych związanych z dystrybucją i wykorzystaniem elektryczności w górnictwie, zarówno pod ziemią, jak i na powierzchni[10].
  - Historia oświetlenia kopalń – od okresu neolitu po czasy współczesne. Na kolekcję, ulokowaną w budynku dawnej akumulatorowni kopalni „Królowa Luiza”, składają się średniowieczne kaganki, lampy olejowe, karbidowe i akumulatorowe, a także m.in. lampy wskaźnikowe[11].
  - Niezwykła historia. Kopalnia Królowa Luiza-Zabrze w latach 1791–1998. Wystawa prezentuje dzieje kopalni węgla kamiennego w Europie – Kopalni Królowa Luiza. Ekspozycja umieszczona została w budynku dawnej stacji sprężarek, a z oryginalnego wyposażenia zachowała się pochodząca z I ćwierci XX wieku marmurowo-stalowa tablica przełącznikowa rozdzielni 6kV i suwnica ręczna wyprodukowana w Königshütte (Huta Królewska w Chorzowie)[10]. Aktualnie trwają prace związane z rewitalizacją pozostałych zabudowań kopalnianych Królowej Luizy. Zadanie realizowane w ramach projektu pn. Rewitalizacja i udostępnienie poprzemysłowego Dziedzictwa Górnego Śląska Zakres prac przewidzianych w projekcie obejmuje:
    - Kompleksowy remont i konserwację zabytkowej maszyny parowej wraz z budową kotłowni w przybudówce budynku dawnej maszynowni szybu Carnall w celu dalszej możliwości uruchamiania oraz prezentowania pracy maszyny podczas pokazów dla turystów.
    - Remont i adaptację budynku dawnej maszynowni szybu Prinz Schönaich z przeznaczeniem na przestrzeń muzealną, w tym funkcji wystawienniczych obejmujących wystawę poświęconą katastrofom górniczym.
    - Kompleksowy remont budynku dawnej skraplarni powietrza (warsztatu elektrycznego) i jego adaptacja na pełnienie funkcji ekspozycyjnych, warsztatu i pracowni konserwacji wraz z pokazową kuźnią.
    - Zagospodarowanie terenu Kompleksu Sztolnia Królowa Luiza, obejmujący wykonanie brakującej infrastruktury technicznej i drogowej niezbędnej do prowadzenia prawidłowej obsługi ruchu turystycznego na terenie kompleksu.
    - Kompleksowy remont budynku dawnej cechowni i jego adaptacja na magazyn studyjny Muzeum wraz z zagospodarowaniem terenu. Zakończenie realizacji projektu planuje się na przełom 2020 i 2021 roku[12].
3. Kompleks Sztolnia Królowa Luiza – podziemne trasy turystyczne Ze względu na zróżnicowanie górniczych wyrobisk o łącznej długości ponad 5 km, istnieje kilka wariantów tematycznych i lokalizacyjnych tras. W zależności od wybranego wariantu, na odwiedzających czeka pokaz maszyn górniczych, przejażdżka kolejką górniczą Karlik, wędrówka przez pokład węgla o grubości ponad 6 m., ekspozycje poświęcone zagadnieniom związanym z podziemnym górnictwem węglowym czy zagrożeniami w kopalniach. To też podziemny spływ łodziami w ramach trasy wodnej, na której na turystów czekają m.in. postaci ze śląskich legend, takie jak Skarbnik i Utopek. Podstawowa oferta turystyczna kompleksu Sztolni to 3 podziemne trasy:
  - Trasa turystyczna – podziemna podróż wyrobiskami dawnej Kopalni Królowa Luiza i Głównej Kluczowej Sztolni Dziedzicznej; w trakcie zwiedzania turyści poznają historię techniki górniczej, od pierwszych kilofów do ogromnych kombajnów górniczych.
  - Trasa rodzinna – podziemna trasa w kompleksie Sztolni obejmuje m.in. przejście przez ścianę wydobywczą, poznanie systemu podziemnego transportu węgla i pokaz działania maszyn górniczych. Zwiedzanie kończy przejazd kolejką górniczą
  - Trasa wodna – Fragment górniczych, historycznych wyrobisk Sztolni pokonuje się pieszo, a 1100 metrów to podziemny spływ łodziami; trasa poświęcona przede wszystkim żywiołom w kopalni.
  - Edukacja w Sztolni – Zajęcia prowadzone są z wykorzystaniem multimediów, w podziemiach Sztolni. Angażują uczestników, pozwalając nabyć wiedzę w sposób zgodny z nowoczesnymi trendami w nauczaniu. Oprócz stałej oferty edukacyjnej, Muzeum organizuje również tematyczne zajęcia w okresie barbórkowym (listopad-grudzień), w czasie ferii czy wakacji letnich. Organizowane są także zajęcia i warsztaty dla seniorów.

## Nagrody i wyróżnienia

### 2019
- Nagroda Dziedzictwa Europejskiego/Nagroda Europa Nostra 2019 dla Sztolni Królowa Luiza w Zabrzu[13];
- Marka Śląskie dla Muzeum Górnictwa Węglowego w Zabrzu – Sztolnia Królowa Luiza w Zabrzu w kategorii Turystyka i Rozwój[14];
- Wydarzenie Muzealne Roku Sybilla 2018 nagroda w kategorii konserwacja i ochrona dziedzictwa kultury dla Muzeum Górnictwa Węglowego w Zabrzu za projekt Konserwacja i rewitalizacja Głównej Kluczowej Sztolni Dziedzicznej;
- Nagroda Marszałka Województwa Śląskiego za Wydarzenie Muzealne Roku 2018 w kategorii „Dokonania z zakresu konserwacji” dla Muzeum Górnictwa Węglowego w Zabrzu za przedsięwzięcie „Konserwacja i rewitalizacja Głównej Kluczowej Sztolni Dziedzicznej w Zabrzu”;
- Nagroda Marszałka Województwa Śląskiego za Wydarzenie Muzealne Roku 2018 w kategorii „Publikacje książkowe” dla Muzeum Górnictwa Węglowego w Zabrzu za publikację „Kult Świętej Barbary wśród górników kopalń węgla kamiennego na Górnym Śląsku w XIX i XX wieku”.

### 2018
- Kompleks Sztolnia Królowa Luiza w Zabrzu otrzymał certyfikat „Najlepszy Produkt Turystyczny 2018 roku”. Wyróżnienie to przyznała Polska Organizacja Turystyczna podczas gali, która zorganizowana została w Warszawie;
- Godło Turystyczny Produkt Roku 2018 dla Muzeum Górnictwa Węglowego w Zabrzu za Sztolnię Królowa Luiza przyznane przez Forum Biznesu[6];
- I miejsce dla Muzeum Górnictwa Węglowego w Zabrzu w kategorii NOWA OFERTA TURYSTYCZNA TOURISM TRENDS AWARDS 2018 za Sztolnię Królowa Luiza[7];
- Wyróżnienie dla Muzeum Górnictwa Węglowego w Zabrzu w konkursie Ministra Kultury i Dziedzictwa Narodowego i Generalnego Konserwatora Zabytków „Zabytek Zadbany 2018” w kategorii architektura przemysłowa i budownictwo inżynieryjne; za konserwację cennego zabytku techniki górniczej, Głównej Kluczowej Sztolni Dziedzicznej, wraz z chodnikiem podstawowym w pokładzie 510, pozwalającą na zachowanie autentyzmu zabytkowej substancji i zabezpieczenie elementów oryginalnej infrastruktury technicznej. W wyniku przeprowadzonych prac udostępniono do zwiedzania unikatowy fragment dawnej kopalni;
- Decyzja Ministra Kultury i Dziedzictwa Narodowego z dnia 10 lipca 2018 r. – Barbórka górników węgla kamiennego na Górnym Śląsku została wpisana na Krajową listę niematerialnego dziedzictwa kulturowego [8];
- Wyróżnienie dla Muzeum Górnictwa Węglowego w Zabrzu w konkursie na Wydarzenie Muzealne Roku Sybilla 2017, w kategorii „projekty naukowo-badawcze”, za projekt „Patronackie osiedla robotnicze w Zabrzu: Borsgiwerk, Zandka i kolonia Ballestrema w Rokitnicy 1863-2016”.